# Nuoto ai campionati europei di nuoto 2018 - 200 metri misti maschili
La gara dei 200 metri misti maschili degli Europei 2018 si è svolta il 5 e 6 agosto 2018. Al mattino del 5 agosto si sono svolte le batterie e nel pomeriggio le semifinali, mentre la finale si è disputata nel pomeriggio del 6 agosto.

## Podio
| Pos.    | Atleta             | Nazione     |
| ------- | ------------------ | ----------- |
| Oro     | Jérémy Desplanches | Svizzera    |
| Argento | Philip Heintz      | Germania    |
| Bronzo  | Max Litchfield     | Regno Unito |

## Record
Prima della manifestazione il record del mondo (RM), il record europeo (EU) e il record dei campionati (RC) erano i seguenti:
|  | 1'54"00 | Ryan Lochte | 28 luglio 2011 Shanghai |
|  | 1'55"18 | László Cseh | 29 luglio 2009 Roma     |
|  | 1'56"66 | László Cseh | 23 maggio 2012 Debrecen |

Durante la competizione non sono stati migliorati record.

## Risultati

### Batterie
| Pos. | Batteria | Corsia | Atleta               | Nazionalità   | Tempo   | Note |
| ---- | -------- | ------ | -------------------- | ------------- | ------- | ---- |
| 1    | 3        | 3      | Mark Szaranek        | Gran Bretagna | 1'58"07 | Q    |
| 2    | 3        | 4      | Max Litchfield       | Gran Bretagna | 1'58"12 | Q    |
| 3    | 4        | 5      | Duncan Scott         | Gran Bretagna | 1'58"57 |      |
| 4    | 2        | 5      | Hugo González        | Spagna        | 1'58"99 | Q    |
| 5    | 3        | 5      | Andreas Vazaios      | Grecia        | 1'59"40 | Q    |
| 6    | 2        | 4      | Jérémy Desplanches   | Svizzera      | 1'59"88 | Q    |
| 7    | 2        | 6      | Semen Makovich       | Russia        | 2'00"06 | Q    |
| 8    | 4        | 6      | Alexis Santos        | Portogallo    | 2'00"24 | Q    |
| 9    | 2        | 3      | Thomas Dean          | Gran Bretagna | 2'00"32 |      |
| 10   | 4        | 4      | Philip Heintz        | Germania      | 2'00"34 | Q    |
| 11   | 3        | 1      | Simon Sjödin         | Svezia        | 2'00"65 | Q    |
| 12   | 2        | 7      | Maxim Stupin         | Russia        | 2'00"72 | Q    |
| 13   | 2        | 2      | Diogo Carvalho       | Portogallo    | 2'00"84 | Q    |
| 13   | 2        | 1      | Arjan Knipping       | Paesi Bassi   | 2'00"84 | Q    |
| 15   | 3        | 6      | Dávid Verrasztó      | Ungheria      | 2'00"94 | Q    |
| 16   | 3        | 2      | Gabriel Lópes        | Portogallo    | 2'01"42 |      |
| 17   | 4        | 3      | Andrey Zhilkin       | Russia        | 2'01"54 |      |
| 18   | 4        | 8      | Dawid Szwedzki       | Polonia       | 2'02"03 | Q    |
| 19   | 4        | 7      | Etay Gurevich        | Israele       | 2'02"05 | Q    |
| 20   | 4        | 1      | Raphaël Stacchiotti  | Lussemburgo   | 2'02"34 | Q    |
| 20   | 3        | 9      | Metin Aydın          | Turchia       | 2'02"34 |      |
| 22   | 3        | 7      | Georgios Spanoudakis | Grecia        | 2'02"56 |      |
| 23   | 4        | 2      | Federico Turrini     | Italia        | 2'03"19 |      |
| 24   | 2        | 0      | Povilas Strazdas     | Lituania      | 2'03"63 |      |
| 25   | 2        | 8      | Christoph Meier      | Liechtenstein | 2'03"86 |      |
| 26   | 4        | 0      | Apostolos Papastamos | Grecia        | 2'04"55 |      |
| 27   | 4        | 9      | Samet Alkan          | Turchia       | 2'04"81 |      |
| 28   | 3        | 8      | Teemu Vuorela        | Finlandia     | 2'04"85 |      |
| 29   | 3        | 0      | Alpkan Örnek         | Turchia       | 2'05"39 |      |
| 30   | 1        | 3      | Batuhan Hakan        | Turchia       | 2'07"08 |      |
| 31   | 1        | 4      | Alvi Hjelm           | Fær Øer       | 2'07"88 |      |
| 32   | 1        | 5      | Cevin Siim           | Estonia       | 2'08"45 |      |

### Semifinali

#### Semifinale 1
| Pos. | Corsia | Atleta              | Nazionalità   | Tempo   | Note |
| ---- | ------ | ------------------- | ------------- | ------- | ---- |
| 1    | 6      | Philip Heintz       | Germania      | 1'57"56 | Q    |
| 2    | 4      | Max Litchfield      | Gran Bretagna | 1'57"62 | Q    |
| 3    | 5      | Andreas Vazaios     | Grecia        | 1'58"48 | Q    |
| 4    | 3      | Semen Makovich      | Russia        | 2'00"00 | Q    |
| 5    | 7      | Diogo Carvalho      | Portogallo    | 2'00"51 |      |
| 6    | 2      | Maxim Stupin        | Russia        | 2'01"15 |      |
| 7    | 8      | Raphaël Stacchiotti | Lussemburgo   | 2'01"99 |      |
| 8    | 1      | Dawid Szwedzki      | Polonia       | 2'03"64 |      |

#### Semifinale 2
| Pos. | Corsia | Atleta             | Nazionalità   | Tempo   | Note |
| ---- | ------ | ------------------ | ------------- | ------- | ---- |
| 1    | 3      | Jérémy Desplanches | Svizzera      | 1'57"99 | Q    |
| 2    | 4      | Mark Szaranek      | Gran Bretagna | 1'58"22 | Q    |
| 3    | 5      | Hugo González      | Spagna        | 1'59"28 | Q    |
| 4    | 6      | Alexis Santos      | Portogallo    | 1'59"89 | Q    |
| 5    | 2      | Simon Sjödin       | Svezia        | 2'00"45 |      |
| 6    | 7      | Arjan Knipping     | Paesi Bassi   | 2'00"87 |      |
| 7    | 1      | Dávid Verrasztó    | Ungheria      | 2'00"90 |      |
| 8    | 8      | Etay Gurevich      | Israele       | 2'02"77 |      |

### Finale
| Pos. | Corsia | Atleta             | Nazionalità   | Tempo   | Note |
| ---- | ------ | ------------------ | ------------- | ------- | ---- |
|      | 3      | Jérémy Desplanches | Svizzera      | 1'57"04 |      |
|      | 4      | Philip Heintz      | Germania      | 1'57"83 |      |
|      | 5      | Max Litchfield     | Gran Bretagna | 1'57"96 |      |
| 4    | 7      | Hugo González      | Spagna        | 1'58"77 |      |
| 5    | 6      | Mark Szaranek      | Gran Bretagna | 1'58"88 |      |
| 5    | 2      | Andreas Vazaios    | Grecia        | 1'58"88 |      |
| 7    | 1      | Alexis Santos      | Portogallo    | 1'59"99 |      |
| 8    | 8      | Semen Makovich     | Russia        | 2'00"07 |      |